# 715 Трансваалія
715 Трансваалія (715 Transvaalia) — астероїд головного поясу, відкритий 22 квітня 1911 року.
Тіссеранів параметр щодо Юпітера — 3,291.